# Il gatto e la volpe (programma televisivo)
Il gatto e la volpe è stato un programma televisivo di genere varietà, andato in onda in prima serata su Canale 5 per nove puntate (all'inizio ne erano previste undici) dal 25 marzo al 27 maggio 1997. Il programma ideato da Corrado, riprendendo giochi e ispirazioni da Ciao gente!, era diretto da Stefano Vicario e condotto da Paolo Bonolis con le partecipazioni di Luca Laurenti, Wendy Windham e del gruppo musicale I Camaleonti. Le coreografie erano di Marco Garofalo, mentre Alessia Bonetto era la prima ballerina del corpo di ballo; era presente un gruppo di ragazze chiamate "Le Letterate", tra cui erano presenti le allora esordienti Manuela Arcuri ed Alessia Fabiani, che animavano il gioco telefonico per i telespettatori a casa. La sigla Cat and Fox e le musiche erano opera di Danilo Aielli.
La scelta di tale titolo per il programma fu probabilmente motivata anche dalla concorrenza col programma di Gad Lerner Pinocchio, allora in onda nella medesima sera su Rai 1.

## Il programma
Svoltosi in diretta dal Teatro 8 di Cinecittà in Roma, esso era una sorta di remake dello show Ciao gente!, trasmesso nel 1983-1984 sempre su Canale 5 e condotto da Corrado.
Il varietà consisteva in una sfida tra due concorrenti per puntata (denominati appunto "il gatto" e "la volpe"). Gli autori Stefano Jurgens e Stefano Santucci proponevano ai concorrenti tre imprese, dette anche "compiti a casa", da realizzarsi nella settimana precedente la puntata con un budget imposto. Nel corso della puntata venivano presentati e paragonati i risultati conseguiti dai concorrenti e veniva decretato il vincitore che conquistava la cifra in denaro in palio; dalla terza puntata fu introdotto il televoto, che permetteva ai telespettatori da casa di poter votare e decidere l'esito di una delle prove. Durante la gara si disputava la sfida tra gli aspiranti concorrenti che affrontavano una prova dove erano chiamati a rispondere a delle domande particolari poste dal conduttore; i concorrenti, con l'ausilio di un libro per ciascuno, prenotandosi al pulsante, dovevano dare la risposta esatta per acquisire la possibilità di disputare la prova finale. I tre che rispondevano esattamente si qualificavano, insieme al vincitore della sfida tra "il gatto" e "la volpe". Una novità rispetto a Ciao gente! fu l'introduzione del gioco finale del Gran Bazar, che sostituì quello de "La frase misteriosa", già ripreso nella prima edizione di Buona Domenica del 1985 e poi portato al successo con il format originale internazionale, ovvero La ruota della fortuna. In questa fase, dopo un sorteggio svolto dagli stessi concorrenti per designare gli abbinamenti (la prova era disputata a coppie), queste si mettevano davanti a un tavolo dove erano appoggiati alcuni oggetti. Il compito dei concorrenti era quello di portare, di volta in volta, dall'altra parte dello studio e appoggiare su un banchetto l'oggetto esatto, che veniva chiamato con un nome non usuale. Al termine del gioco, la coppia che aveva individuato esattamente il maggior numero di oggetti rispetto a quella avversaria, vinceva la gara e i due concorrenti diventavano Il Gatto e La Volpe della puntata successiva. A loro venivano affidati i compiti da compiere nella settimana, per poi portarne l'esito il martedì successivo. I concorrenti avevano la possibilità di lanciare un appello per cercare volontari per lo svolgimento delle prove, lasciando i numeri di telefono a disposizione per chi fosse interessato ad aiutare i concorrenti.

## Ascolti
| Puntata | Data           | Telespettatori | Share  |
| ------- | -------------- | -------------- | ------ |
| 1       | 25 marzo 1997  | 5.708.000      | 23,40% |
| 2       | 1º aprile 1997 | 4.580.000      | 18,13% |
| 3       | 8 aprile 1997  | 4.311.000      | 16,41% |
| 4       | 15 aprile 1997 | 4.988.000      | 20,82% |
| 5       | 22 aprile 1997 | 3.775.000      | 15,18% |
| 6       | 29 aprile 1997 | 4.400.000      | 18,28% |
| 7       | 13 maggio 1997 | 3.636.000      | 15,44% |
| 8       | 20 maggio 1997 | 3.546.000      | 15,51% |
| 9       | 27 maggio 1997 | 4.046.000      | 17,30% |